# Folsom Europe
Folsom Europe, også kendt som Folsom Straßenfest, er en årlig BDSM- og læderfestival, der afholdes i Berlin i september. Fetichfestivalen startede i 2003,. som en europæisk variant af forgængeren Folsom Street Fair som startede allerede i 1984 i San Francisco. Festivalen besøges hovedsageligt af homoseksuelle, men alle seksuelle orienteringer er velkomne.